# Локомотив (стадіон, Шепетівка)
Стадіон «Локомотив» — футбольний стадіон, розташований у місті Шепетівка по вулиці Героїв Небесної Сотні, який використовується для проведення футбольних матчів, домашня арена футбольного клубу «Темп».
Місткість — 8000 глядачів.

## Історія стадіону

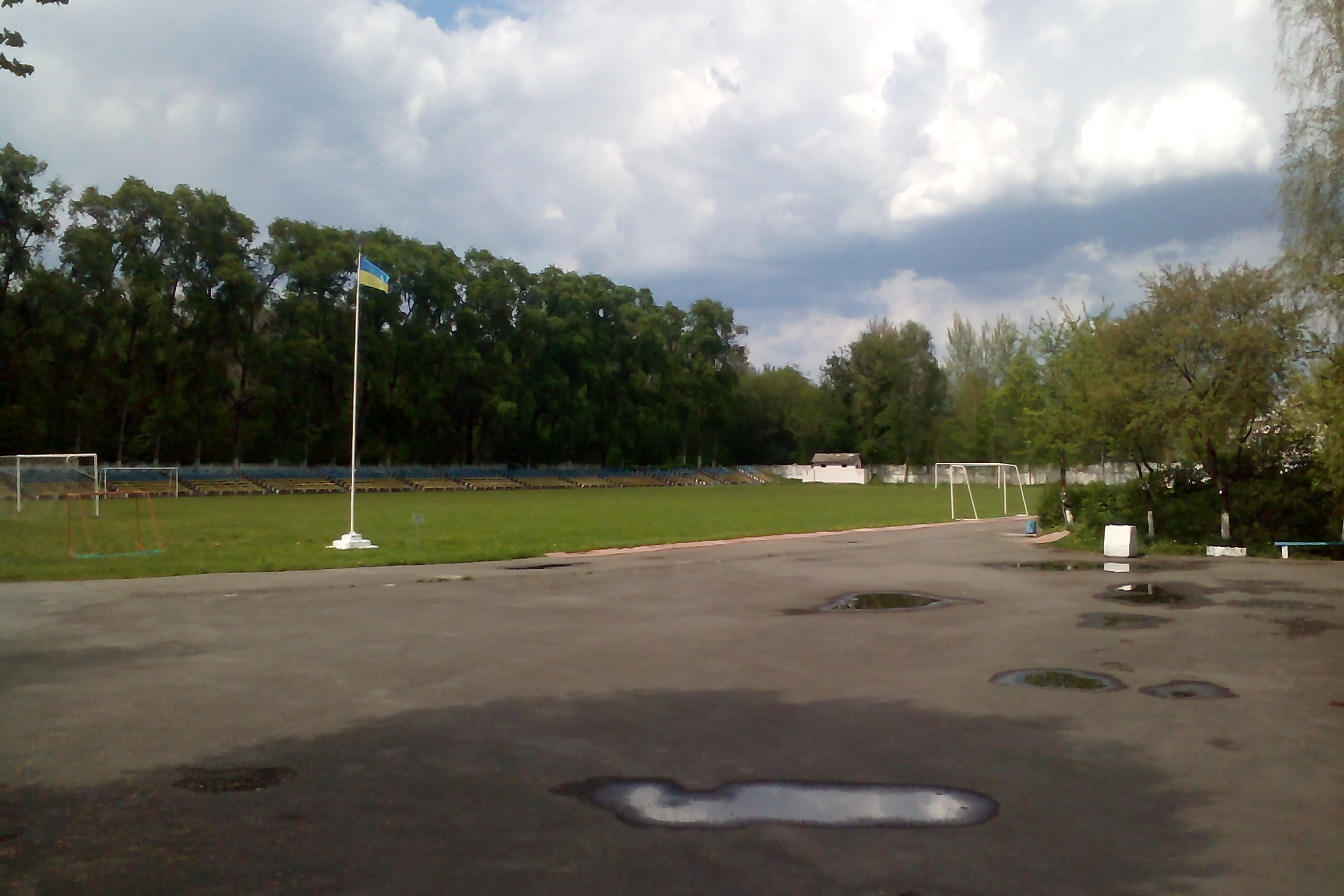
Міський стадіон 2016 рік

Стадіон «Локомотив» був побудований в 1955 році. Після заснування місцевою будівельною компанією у 1989 році футбольного клубу «Темп» почався розквіт футболу у місті. У 1992-1995 роках клуб виступав у  Вищій Лізі України.

## Знакові змагання
12 вересня 2016 року — товариський матч між командами ветеранів національної  збірної України та шепетівського  ФК «Темп» зібрав до двох тисяч вболівальників на стадіоні..